# Metview
Metview是歐洲中期天氣預報中心所開發的氣象工作站批处理任务的程式。

## 開發歷史
Metview係由歐洲中期天氣預報中心在1990年代與巴西國家太空中心及法國氣象局偕同開發。
| 年份 | 版本 | 變動                                                  |
| ---- | ---- | ----------------------------------------------------- |
| 1990 | 宣告 | 透過EGOWS宣告                                         |
| 1991 | 雛形 | 由巴西國家太空中心創立批处理任务                      |
| 1993 | 1.0  | 第一版批处理任务與建立使用者介面                      |
| 1998 | 2.0  | 透過OpenGL創建視覺化界面                              |
| 2000 | 3.0  | 新版使用者介面 (Motif)                                |
| 2010 | 4.0  | 升級至Magics++圖型函式庫 並基於Apache授權條款進行開源 |
| 2014 | 4.5  | 基於Qt4的新版使用者介面                               |
| 2018 | 5.0  | 更新至Qt5，改善繪圖窗與使用Python介面                 |

## 程式特色

### 使用者介面

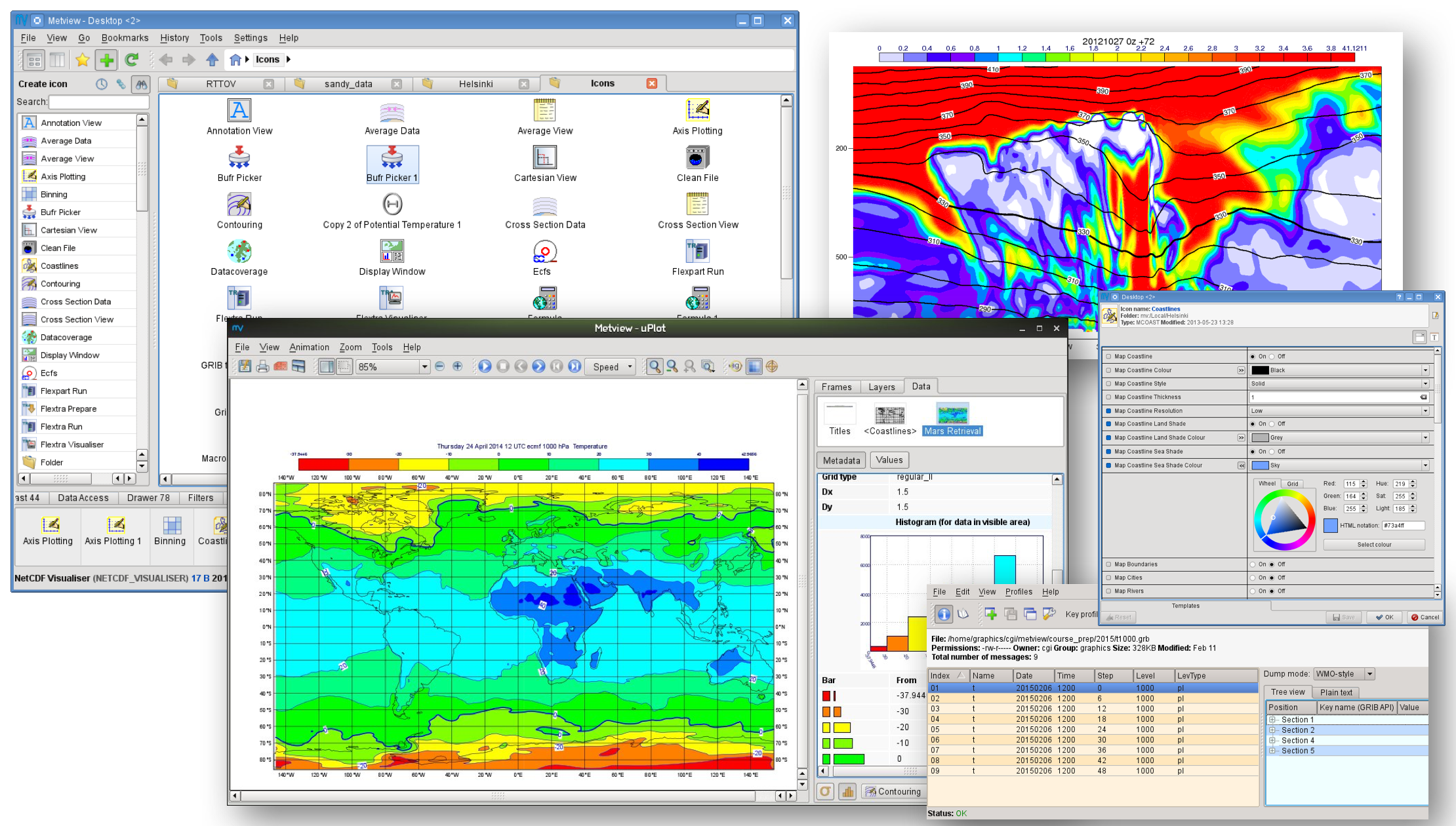
此截圖顯示的是Metview基於圖示的使用者介面及其資料視覺化的功能

Metview有一個基於圖示的使用者介面，其中，氣象產品的任何方面都能以圖示展現，使用者可以透過圖示在繪圖區塊將資料視覺化。
Metview亦提供各種工具讓使用者瀏覽與顯示氣象文件格式的內容，例如GRIB、BUFR、NetCDF及ODB。

### Metview用以處理批次處理任務的巨集
透過高階語言來進行巨集的設計，可以使氣象分析師或科學家更專注於嘗試去實現的工作/流程。
```
# Metview Macro

# 從read()函式讀取GRIB檔案

a
 
=
 
read
(
mygrib1
.
grb
)

b
 
=
 
read
(
mygrib2
.
grb
)

# 計算兩者之間的差值

c
 
=
 
a
-
b

# 繪製結果

plot
(
c
)

```

此類巨集在2017年所釋出的版本中，即透過Python實現。

### 支援檔案格式
Metview支援各類型的氣象數據格式作為輸入於輸出使用，包含：GRIB、BUFR、NetCDF、ODB（歐洲中期天氣預報中心的觀測數據庫）、本地端資料庫及ASCII資料文件（逗號分隔值、網格及離散數據）

## 程式開發
所有的主開發工作由歐洲中期天氣預報中心進行，大部分程式碼由C++編譯，並透過Git進行版本控制，另透過CMake進行軟體組建。
Metview亦會使用歐洲中期天氣預報中心所開發的其他程式封裝包。事實上，其為MARS （页面存档备份，存于）的擴充客戶端，並透過其使用ecCodes （页面存档备份，存于）來進行BUFR、GRIB的資料掌控及透過Magics （页面存档备份，存于）進行資料的輪廓化及視覺化。

## 程式發行
Metview主要透過tar源文件以Apache授權條款2.0版釋出，並透過GitHub開源。
在Ubuntu及MacPorts，可以透過Conda取得Metview的二進制版本使用。Metview亦透過Open Build Service提供主要的Linux發行版的RPM。

## 外部連結
- 官方網站